# Epiblast

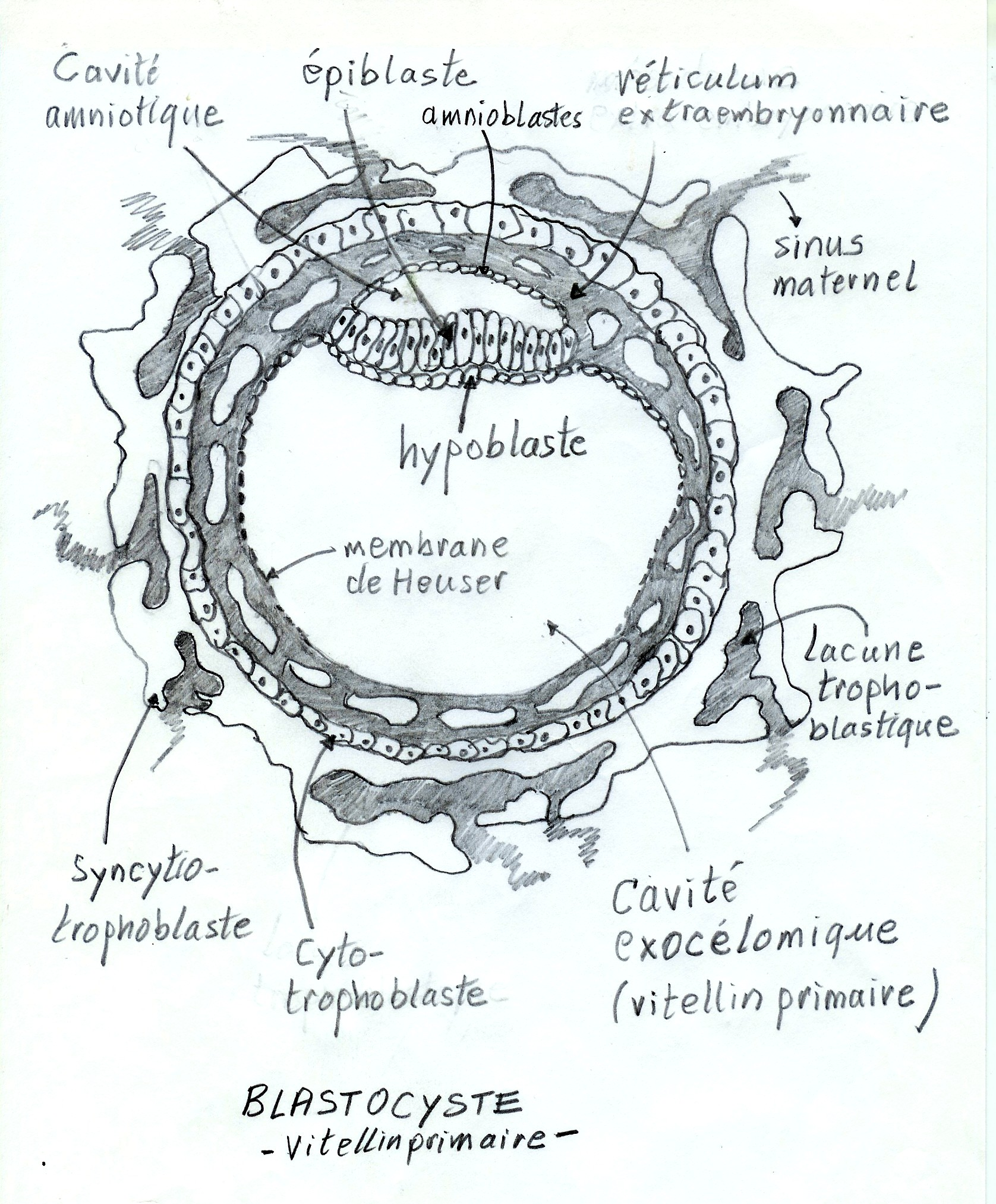
Darstellung des frühen Embryos (Beschriftung auf Französisch: épiblaste = Epiblast)

Der Epiblast ist ein Teil des frühen Embryos während der Embryonalentwicklung bei Säugetieren. Der Epiblast bildet sich während eines sehr frühen Stadiums aus dem Teil des Embryoblasten, der dem Trophoblasten und damit der Gebärmutterwand der Mutter anliegt. Die zur Blastozystenhöhle zeigende Seite des Embryoblasten differenziert sich dagegen zum flachzelligen Hypoblasten.
Der Epiblast besteht aus einem prismatischen Epithel, das die sich bildende primäre Amnionhöhle, die zwischen dem Epiblasten und dem Trophoblasten entsteht, mit den sogenannten Amnioblasten auskleidet. Diese wird dadurch zur sekundären Amnionhöhle. Außerdem gehen aus dem Epiblasten während der Gastrulation die drei Keimblätter (Entoderm, Ektoderm und Mesoderm) hervor.

## Belege
1. 1 2  
Hartmut Greven: Fortpflanzung und Entwicklung. In: W. Westheide, R. Rieger: Spezielle Zoologie. Teil 2: Wirbel- oder Schädeltiere. Spektrum, München 2004, ISBN 3-8274-0307-3, S. 163–164.
2. ↑  
Epiblast. In: Herder-Lexikon der Biologie. Spektrum Akademischer Verlag, Heidelberg 2003, ISBN 3-8274-0354-5.